# 宮崎県道324号札の元佐土原線
宮崎県道324号札の元佐土原線（みやざきけんどう324ごう ふだのもとさどわらせん）は、宮崎県西都市から宮崎市に至る一般県道である。

## 概要
西都市大字三納から宮崎市佐土原町上田島に至る。終点付近は国道219号の旧道。

### 路線データ
- 起点：西都市大字三納（宮崎県道40号都農綾線交点）
- 終点：宮崎市佐土原町上田島（東春田交差点、宮崎県道326号宮本新町線終点）

## 歴史
- 1959年（昭和34年）6月1日 - 宮崎県告示第226号[1]により路線認定される。当時の整理番号は106。
- 2020年（令和2年）4月2日 - 宮崎県告示第258号により国道219号春田バイパスと並行する区間の国道指定解除に伴い、終点が宮崎市佐土原町東上那珂から東春田交差点に延伸する[2]。

## 路線状況

### 道路施設

#### 橋梁
- 八幡橋（宮崎市）

## 地理

### 通過する自治体
- 西都市
- 宮崎市

### 交差する道路
| 交差する道路             | 市町村名 | 交差する場所   | 交差する場所        |
| ------------------------ | -------- | -------------- | ------------------- |
| 宮崎県道40号都農綾線     | 西都市   | 大字三納       | 起点                |
| 宮崎県道24号高鍋高岡線   | 西都市   | 大字平郡       | 宮の下交差点        |
| 宮崎県道18号荒武新富線   | 西都市   | 大字鹿野田     |                     |
| 国道219号 / 春田バイパス | 宮崎市   | 佐土原町上田島 | [ 注釈 1 ]          |
| 宮崎県道326号宮本新町線  | 宮崎市   | 佐土原町上田島 | 東春田交差点 / 終点 |

### 沿線
- 西都市立三納小中学校
- 宮崎市立佐土原小学校（終点付近）